# Avernes-Saint-Gourgon
Avernes-Saint-Gourgon ist eine Gemeinde im französischen Département Orne in der Normandie. Sie gehört zum Arrondissement Mortagne-au-Perche, zum Kanton Vimoutiers und zum Gemeindeverband Vallées d’Auge et du Merlerault. 
Nachbargemeinden sind Canapville, Saint-Aubin-de-Bonneval, Livarot-Pays-d’Auge, Saint-Aubin-de-Bonneval, Saint-Germain-d’Aunay, Le Bosc-Renoult, Ticheville und Pontchardon. An der östlichen Gemeindegrenze verläuft das Flüsschen Bigotière, das hier noch Ruisseau du Grand Fossé genannt wird und bei Le Hamel im Untergrund versickert.

## Bevölkerungsentwicklung
| Jahr      | 1962 | 1968 | 1975 | 1982 | 1990 | 1999 | 2008 | 2015 |
| --------- | ---- | ---- | ---- | ---- | ---- | ---- | ---- | ---- |
| Einwohner | 117  | 120  | 78   | 72   | 55   | 63   | 68   | 57   |

## Sehenswürdigkeiten
- Kirche Saint-Cyr-et-Sainte-Julitte, Monument historique

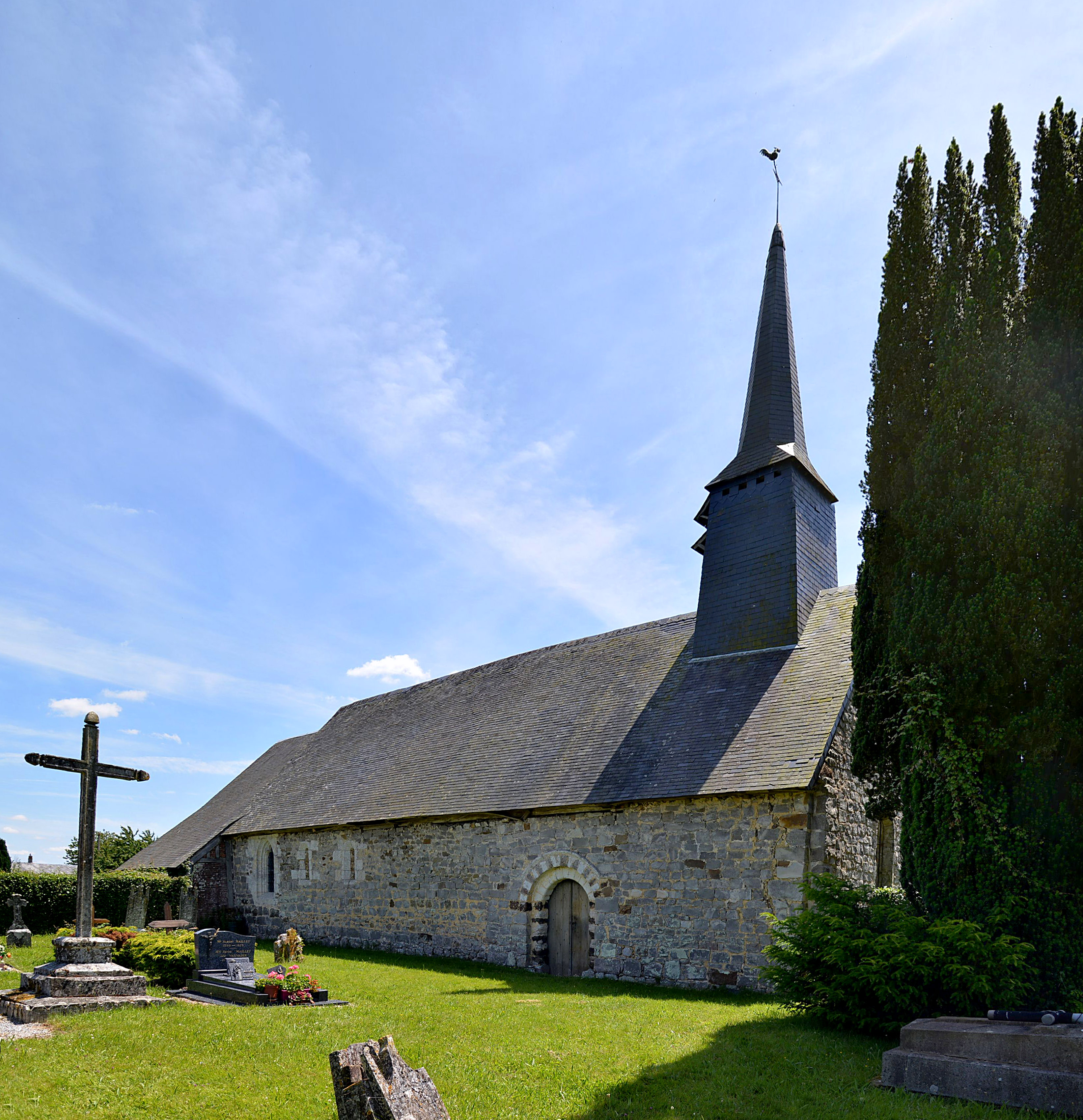
Kirche Saint-Cyr-et-Sainte-Julitte